# الناحية المركزية (مقاطعة دنا)
الناحية المركزية لمقاطعة دنا (بالفارسية: بخش مرکزی شهرستان دنا) هي ناحية (بخش) في مقاطعة دنا التابعة لمحافظة كهكيلوية وبوير أحمد في إيران. بلغ عدد سكانها في تعداد عام 2006م 16.498 نسمة، يتوزعون على 3823 أسرة. الناحية بها مدينة واحدة: سيخت. ويوجد فيها منطقتان ريفيتان: قسم دنا الريفي وقسم توت ندة الريفي.